# 墨脱方竹
墨脱方竹（学名：Chimonobambusa metuoensis）为禾本科方竹属下的一个种。

## 扩展阅读
- 維基物種上的相關：墨脱方竹